# 国鉄セサ1形貨車
国鉄セサ1形貨車（こくてつセサ1がたかしゃ）は、かつて日本国有鉄道（国鉄）の前身である鉄道省等に在籍した24 t 積みの石炭車である。

## 概要
1903年（明治36年）3月1日から同年7月31日までに第五回内国勧業博覧会が大阪にて開催された。この際イギリスはリーズフォージ製造の鋼製24 t 積み二軸ボギー石炭車を出品した。開催期間終了後逓信省鉄道作業局はこの車両を買い上げた。鉄道作業局はホテセ1形（ホテセ1）と命名し、安治川口駅 - 丹波口駅間の石炭輸送に運用された。当時鉄道作業局所有の最大クラスの車両でありその構造を調べ上げ後のオテセ9500形の開発に寄与したとされる。
その後、連結器の自動連結器化後にオテセ1形（オテセ1）と改名され、さらに1928年（昭和3年）5月の車両称号規程改正により、オテセ1形はセサ1形（セサ1）へ形式名変更された。
石炭車名義になっているが、外見は後の国鉄トキ1形のような側板固定のボギー無蓋車に近く、側面に3枚ずつの扉がある構造をしている。
車体塗色は黒一色であり、寸法関係は全長は11,709 mm、全幅は2,457 mm、全高は2,337 mm、自重は時期によって若干違うが12 t前後であった。
1948年（昭和23年）度に廃車になり、同時に形式消滅となった。